# Margherita Guarducci
Margherita Guarducci (Florència, 20 de desembre de 1902 - Roma, 2 de setembre de 1999) fou una arqueòloga i epigrafista italiana, especialitzada en epigrafia grega i paleocristiana.

## Carrera acadèmica
Alumna de l'arqueòleg F. Halbherr en la seua joventut, fou una de les primeres arqueòlogues de la Missió Arqueològica Italiana a Creta (des de 1910 convertida en Escola Arqueològica Italiana d'Atenes) i en qualitat de tal publicà l'obra del seu mestre, Inscriptiones Creticæ, que recollien les inscripcions en llengua grega i llatina de l'illa de Creta, entre les quals hi havia les Lleis de Gortina, el major codi jurídic de l'antiguitat. Amb aquesta publicació Margherita Guarducci es guanyà fama internacional.
Al 1931 és professora d'Epigrafia i Antiguitat Grega a la Universitat de Roma La Sapienza, fins al 1973; després fins al 1978 fa classes a l'Escola Nacional d'Arqueologia de Roma, entitat de la qual també fou directora. En aquest període publica les seues obres sobre la didàctica de l'epigrafia grega: els quatre volums d'Epigrafia Greca i el compendi L'epigrafia greca dalle origini al tardo Imperi. El seu nom està lligat al descobriment, sota la basílica de Sant Pere del Vaticà, de la tomba de l'apòstol sant Pere, al 1965. Al final de la seua carrera acadèmica fou nomenada professora emèrita de la Universitat de Roma La Sapienza. Després de ser membre corresponent de l'Accademia Nacionale dei Lincei des de 1956, al 1969 es convertí en membre nacional de l'Acadèmia Romana Pontifícia d'Arqueologia. Obtingué dos doctorats honoris causa per la Universitat Catòlica de Milà i la Universitat de Rennes. Les seues obres estan publicades per l'Institut Poligràfic i Casa de la Moneda Estatal.

## Els anys a Creta i lesInscriptiones Creticæ

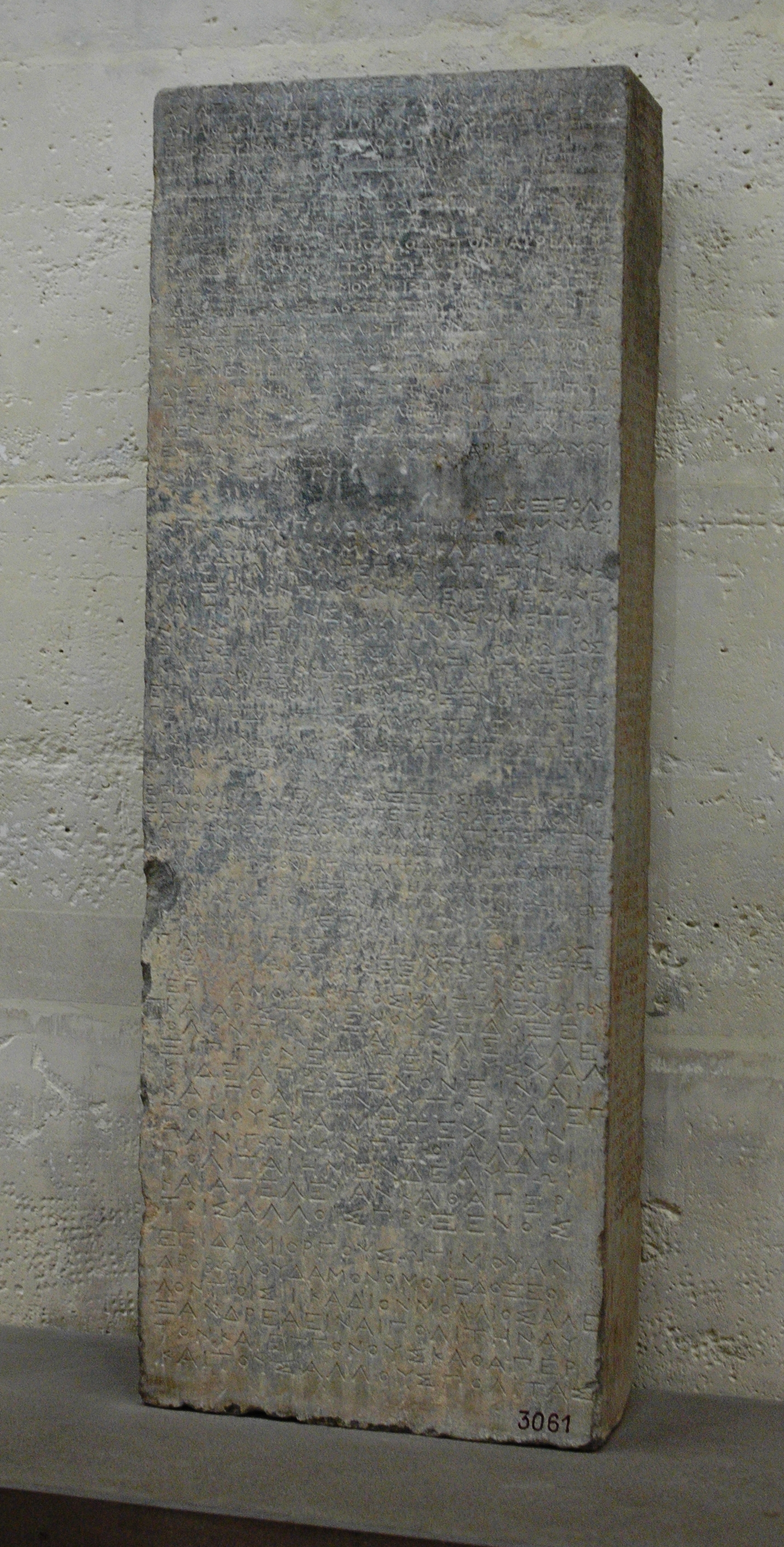
Inscripció epigràfica en pedra cretenca com les estudiades per Margherita Guarducci

Llicenciada a Bolonya al 1924, assistí a l'Escola Nacional d'Arqueologia a Roma i, des del 1927, a Atenes. Fou una de les primeres investigadores d'arqueologia italiana a Grècia. Era llavors directora de l'Escola Alessandro Della Seta i responsable de les excavacions a Creta; al territori grec ja des de 1880, era F. Halbherr, de qui acabaria sent l'alumna predilecta, en les excavacions de la ciutat de Gortina, que continuaria també després de la mort de Halbherr, al 1930. Assumida la Missió Cretenca per Louis Pernier, M. Guarducci, els interessos de la qual giraven al voltant de l'epigrafia, volgué acabar l'obra del seu mestre, és a dir, recollir en un únic conjunt les inscripcions gregues i llatines de Creta posteriors al s. VII ae. Fa un llarg treball de reconeixement per tota l'illa, verificant l'exactitud de les recerques de Halbherr, i duent a terme noves recerques. Continuarà a temps complet aquesta labor fins al 1931 i després, obtinguda la càtedra d'Epigrafia i Antiguitat Grega a la Universitat de Roma La Sapienza, durant l'estiu, fins al 1950, any en què acabarà de publicar el resultat de vint anys de recerques, les Inscriptiones Creticæ, editades entre 1935 i 1950, hui considerades un compendi de l'arqueologia, la topografia i la història antiga de les ciutats cretenques.
L'obra, subdividida en quatre volums seguint un criteri geogràfic (Creta central, Creta occidental, Creta oriental, Gortina), està redactada en llatí, com a tribut a la tradició dels corpora epigràfics compilats per l'Acadèmia de Berlín al s. XIX. Els volums porten aquests títols (amb l'any de publicació):
1. Tituli Cretæ mediæ præter Gortynios (1935)
2. Tituli Cretæ occidentalis (1939)
3. Tituli Cretæ orientalis (1942)
4. Tituli Gortynii (1950)

Cada volum està proveït d'una àmplia bibliografia dividida en seccions (Archæologica, Epigraphica) i d'una introducció que il·lustra els aspectes arqueològics, topogràfics i històrics de la zona de l'illa tractada. De les inscripcions presentades s'ofereixen fotografies, apògrafs, transcripcions i un comentari.

## LesLleis de Gortina
En el quart volum, dedicat a Gortina, estudia les Lleis o Gran Inscripció de Gortina (Inscr. Cret., vol. IV, n.72), descoberta per F. Halbherr al 1884.

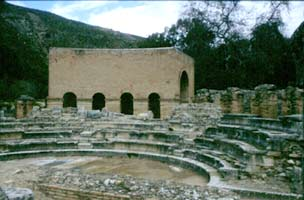
Ruïnes del teatre de Gortina

La inscripció, que forma part d'un edifici emprat com a teatre, està esculpida sobre un mur còncau d'uns 8 m de llarg i 175 cm d'alt. Està subdividida en dotze columnes d'escriptura bustrofèdica. És probable que al costat esquerre del mur hi hagués altres vuit columnes, hui perdudes. No és un veritable codi legal, sinó més aviat el que en llatí es diu una satura legum, o bé una compilació de lleis disperses, actualització de lleis antigues precedents i lleis noves referides a temes concrets. En el cas de les Lleis de Gortina, les lleis inscrites pertanyen en la major part al dret de família, tret d'algunes referides a dret econòmic.

## L'Epigrafia Greca
Resultat del llarg període de docència fou una obra que, encara hui, és un punt de referència de la didàctica de l'epigrafia grega: l'Epigrafia Greca, en quatre volums, publicada entre 1967 i 1978. Pensada com a obra de gran abast, no es dirigeix, per voluntat de l'autora, sols a un públic d'estudiosos de l'antiguitat, sinó en general als estudiants, als afeccionats i als que donen els primers passos en aquesta matèria que, segons Margherita Guarducci, "és una de les més amenes, fresques i divertides dels estudis clàssics".
La subdivisió en volums segueix un criteri temàtic, així:
1. Caratteri i storia della disciplina. La scrittura greca dalle origini all'età imperiale (Caràcters i història de la disciplina. L'escriptura grega dels orígens a l'època imperial), 1967.
2. Epigrafi di carattere pubblico (Epígrafs de caràcter públic), 1969.
3. Epigrafi di carattere privato (Epígrafs de caràcter privat), 1974.
4. Epigrafi sacre, pagane i cristiane (Epígrafs sagrats, pagans i cristians), 1978.

L'obra, redactada en un estil clar, amb les explicacions teòriques exposa també casos concrets, presentant al lector una "petita antologia" d'inscripcions gregues, totes amb les respectives fotografies, en alguns casos l'apògraf, traducció i comentari individual i, sovint, indicacions bibliogràfiques per a cadascuna. Al final de cada volum es troba una àmplia bibliografia.
A causa del tiratge reduït que se'n feu, els volums de l'Epigrafia Greca s'exhauriren aviat, de manera que Guarducci començà un cinqué volum que fos un compendi dels anteriors. Publicà llavors L'epigrafia greca dalle origini al trigo imperi (L'epigrafia grega dels orígens al Baix Imperi), al 1987.

### Obres de Margherita Guarducci
- La cattedra di Sant Pietro nella scienza i nella fede, Ist. Poligrafico dello Stato, 1982
- La più antica icona di Maria. Un prodigioso vincolo fra Orienti i Occident, Ist. Poligrafico dello Stato, 1989
- La Tomba di sant Pietro. Una straordinaria vicenda, Rusconi Ed., 1989
- Sant Pietro i Sant'Ippolito: storia di statue famose in Vaticà, Ist. Poligrafico dello Stato, 1991
- Li chiavi sulla pietra. Studi, ricordi i documenti inediti intorno alla tomba di Pietro, Piemme, 1995
- Verità. Meditazioni, esperienze, documenti in tempi antichi i recenti, Ist. Poligrafico dello Stato, 1995
- Li reliquie di Pietro in Vaticà, Ist. Poligrafico dello Stato, 1995
- Epigrafia greca, Ist. Poligrafico dello Stato, 1995
- La tomba di sant Pietro. Una straordinaria vicenda, Bompiani, 2000
- L'epigrafia greca dalle origini al trigo impero, Ist. Poligrafico dello Stato, 2005

### Llibres sobre Margherita Guarducci
- Giovanna Bandini, Lettere dall'Egeo: archeologhe italiane tra 1900 i 1950, 2003
- M. L. Lazzarini, Margherita Guarducci i Creta, Accademia Nacionale dei Lincei, 2005